# Gone, Gone, Gone (album The Everly Brothers)
Gone, Gone, Gone è un album in studio del duo musicale statunitense The Everly Brothers, pubblicato nel 1964.

## Tracce
Side 1
1. Donna, Donna (Felice and Boudleaux Bryant) – 2:16
2. Lonely Island (Boudleaux Bryant) – 2:15
3. The Facts of Life (Don Everly) – 2:07
4. Ain't That Lovin' You Baby (Jimmy Reed) – 2:05
5. Love Is All I Need (Bryant, Bryant) – 1:55
6. Torture (John D. Loudermilk) – 2:24

Side 2
1. The Drop Out (Don Everly) – 2:18
2. Radio and TV (Bryant, Bryant) – 2:14
3. Honolulu (Bryant) – 1:51
4. It's Been a Long Dry Spell (Loudermilk) – 2:30
5. The Ferris Wheel (Robert Blackwell, DeWayne Blackwell) – 2:19
6. Gone, Gone, Gone (Don Everly, Phil Everly) – 2:03

## Formazione
- Don Everly – chitarra, voce
- Phil Everly – chitarra, voce